# The Folk Implosion
The Folk Implosion o Folk Implosion sono un gruppo musicale statunitense indie rock fondato a Boston nei primi anni novanta da Lou Barlow e John Davis. Nacquero come progetto parallelo sperimentale di Barlow all'epoca membro dei Sebadoh. Il nome del gruppo deriva da un brano della Jon Spencer Blues Explosion.

## Storia
Dopo l'esordio del 1994, Take a Look Inside, il gruppo si fece notare grazie alla colonna sonora del film Kids dal quale fu estratto il singolo Natural One che raggiunse il 29º posto nella Billboard Hot 100.
Sempre nel 1995 contribuirono con il brano Indierockinstrumental alla compilation benefica per la lotta contro l'AIDS, Red Hot + Bothered.
Nel 2000 Davis se ne andò, entrarono Russ Pollard e Imaad Wasif degli Alaska! per la realizzazione del quarto ed ultimo album The New Folk Implosion.
Nel 2002 il gruppo apparve nel film Laurel Canyon - Dritto in fondo al cuore come gruppo di supporto al personaggio interpretato da Alessandro Nivola.
Nel 2024 hanno pubblicato un quinto album, Walk Thru Me.

## Discografia

### Album
- Take a Look Inside (Communion, 1994)
- Dare to Be Surprised (Communion, 1997)
- One Part Lullaby (Interscope, 1999)
- The New Folk Implosion (Domino USA, 2003)
- 2005 - Walk Thru Me

### Singoli e EP
- Walk Through This World with the Folk Implosion (Chocolate Monk Records UK, cassette 1993, Drunken Fish Records US, EP, 1994)
- Electric Idiot (Ubik Records, 1995)
- Natural One (London, 1995)
- Palm of My Hand (Communion, 1996)
- The Folk Implosion (Communion, 1996)
- Pole Position (Communion, 1997)
- Insinuation (Communion, 1997)
- Free to Go (Domino, 2000)
- Brand of Skin (Domino, 2003)
- Pearl (Domino, 2003)